# Prosopium gemmifer
Prosopium gemmifer is een straalvinnige vissensoort uit de familie van de zalmen (Salmonidae). De wetenschappelijke naam van de soort is voor het eerst geldig gepubliceerd in 1919 door Snyder. 
Deze soort is komt enkel voor in het Bear Lake.